# Yuppi du (album)
Yuppi Du è il 13º album in studio di Adriano Celentano del 1975.

## Storia
Pubblicato in concomitanza all'uscita dell'omonimo film, di cui fu oltre che interprete anche regista, nonostante sia a nome del solo Celentano, il disco vede la collaborazione di altri elementi del suo "Clan" come suo nipote Gino Santercole che interpreta (come nel film) Such a cold night tonight, canzone che verrà pubblicata anche su singolo e, due anni dopo, reincisa in italiano da Celentano stesso nell'album Disco dance col titolo Ma che freddo stasera. Il brano Do dap, è interpretato da Rosita Celentano. Tra una canzone e l'altra sono, a volte, posti degli stralci di dialoghi tratti dal film stesso.
Di questo album esiste una prima copia poi sostituita e ritirata subito dal mercato, contenente il brano Nane e il turista invece che Il finale sul lato A, e A cosa pensi invece di A chi stai pensando sul lato B.
Nel 2008 Yuppi du viene ristampato su CD e vi viene inserita un'altra traccia intera, Va chi c'è... ripresa.

## Tracce
LP del 1975
1. L'affondamento 3.46
2. La messa 3.48
3. A chi stai pensando? 1.05
4. Va chi c'è 2.07
5. La ballata 3.40
6. La passerella 3.24
7. Such a cold night to-night 4.03 (canta Gino Santercole)
8. La violenza 1.53
9. Do dap 2.57
10. Yuppi du 4.26 (cantano Gino Santercole & Claudia Mori)
11. Il castagnaro 2.17
12. Il finale 2.39
13. Yuppi du 3.32 (cantano Adriano Celentano & Claudia Mori)

Edizione del 2008
1. L'affondamento 3.46
2. La messa 3.48
3. A chi stai pensando? 1.05
4. Va chi c'è 2.07
5. Va chi c'è... ripresa (bonus track CD 2012)
6. La ballata 3.40
7. La passerella 3.24
8. Such a cold night to-night 4.03 (canta Gino Santercole)
9. La violenza 1.53
10. Do dap 2.57
11. Yuppi du 4.26 (cantano Gino Santercole & Claudia Mori)
12. Il castagnaro 2.17
13. Il finale 2.39
14. Yuppi du 3.32 (cantano Adriano Celentano & Claudia Mori)